# Lili Zanuck
Lili Zanuck est une productrice et réalisatrice américaine, née le 2 avril 1957 à Leominster dans le Massachusetts.

## Biographie
Lili Zanuck est l'épouse du producteur Richard D. Zanuck, fils de Darryl Zanuck, qui a notamment produit plusieurs films de Tim Burton. De son union sont nés Harrison Zanuck et Dean Zanuck, respectivement producteur et technicien des effets spéciaux.
Lili Zanuck est la seconde femme seulement de l'histoire du cinéma à recevoir l’Oscar du meilleur film pour Miss Daisy et son chauffeur (Driving Miss Daisy) en 1989. La première est Julia Phillips pour The Sting en 1973.

## Filmographie

### Comme productrice
- 1985 : Cocoon
- 1987 : CBS Summer Playhouse (TV)
- 1989 : Cocoon, le retour
- 1989 : Miss Daisy et son chauffeur
- 1993 : Rich in Love
- 1994 : Trou de mémoire (Clean Slate)
- 1995 : Dvoynik
- 1995 : Wild Bill
- 1996 : Mulholland Falls
- 1999 : Jugé coupable (True Crime)
- 1999 : Eric Clapton & Friends in Concert: A Benefit for the Crossroads Centre at Antigua (TV)
- 2000 : The 72nd Annual Academy Awards (TV)
- 2002 : Le Règne du feu
- 2004 : Dead Lawyers (TV)

### Comme réalisatrice
- 1991 : Rush
- 1998 : From the Earth to the Moon (TV)
- 2005 : Revelations (TV)
- 2017 : Eric Clapton : Life In 12 Bars

## Distinctions

### Récompenses
- 1990 : Oscar du meilleur film pour Miss Daisy et son chauffeur
- 1990 : PGA Awards pour Miss Daisy et son chauffeur
- 1990 : 2e place au Wise Owl Award pour Miss Daisy et son chauffeur

### Nominations
- 1991 : Nommé au BAFTA Awards du meilleur film pour Miss Daisy et son chauffeur
- 2000 : Nommé à l'Emmy Awards du meilleur divertissement pour The 72nd Annual Academy Awards